# Adolf Patek
Adolf Patek (4. travnja 1900. – 9. rujna 1982.) bio je austrijski nogometaš i trener. Igrao je za Wiener Sport-Club, Deutscher FC Prag i Spartu Prag.
Trenersku karijeru započeo je u Švicarskoj, u FC Bernu. Zatim je trenirao luksemburšku nogometnu reprezentaciju, i nakon reprezentacije, klubove Karlsruher SC, Eintracht Frankfurt, Bayern München, YF Juventus i Wiener Neustädter.